# Aduatucusok
Az aduatucusok (latinul Aduatucus, többes számban Aduatuci; magyarul gyakran aduatukok) ókori nép, terjedelmes népcsoport Gallia Belgica nevű részén, a mai Schelde és Moza folyók közt, Lüttich és Namur táján. A kimberek és teutonok fajához tartoztak. Fő helyük, amely a Moza bal partján lehetett, nem azonos Aduatucával, amely egy, az eburók területén lévő megerősített vár, ahol Julius Caesar alvezérei, Sabinus és Cotta estek el.